# Gran Turismo 5 Prologue
Gran Turismo 5 Prologue (GT5 Prologue) – gra wyścigowa stworzona przez Polyphony Digital na konsolę PlayStation 3. Po raz pierwszy wydana w 2007 roku w Japonii. Jest to wstęp do piątej części z serii Gran Turismo.

## Rozgrywka
W grze dostępnych jest sześć tras, każdy tor posiada dwie różniące się od siebie konfiguracje. Trzy z nich to prawdziwe tory wyścigowe – japońskie Suzuka International Racing Course (a także jej skrócona wersja), Fuji Speedway (warianty GT oraz F) oraz amerykańska Daytona International Speedway (owal oraz wewnętrzny tor). Pozostałe trzy trasy to tory fikcyjne: London City Track, czyli tor poprowadzony po ulicach Londynu, oraz dwie wykreowane przez twórców gry – Eiger Nordwand (bazująca na prawdziwych trasach turystycznych w pobliżu austriackiego miasteczka Eiger) i High Speed Ring. Wszystkie fikcyjne tory dostępne są także w odwróconej konfiguracji.